# Большое Вавайское
Большое Вавайское — озеро на юге острова Сахалин. Расположено на территории Корсаковском городском округе Сахалинской области России.
Площадь озера 44,1 км², водосборная площадь — 305 км².
В северной части основной плёс озера переходит в залив Северный, на западе — в залив Лебединый. В юго-западной части залива Лебединый через протоку Большое Вавайское соединено с Малым Вавайским озером. У озера отсутствует водообмен с морем, при этом оно связано с ним посредством проток Чибисанская и Аракуль через солоноватоводное озеро Выселковое и лагуну Буссе.
Берег озера увалистый, покрыт тайгой, сложен жёсткими гравийно-галечными и щебнистыми грунтами. Восточный берег водоёма занят обширным песчаным пляжем. Донный грунт — серый ил, в отдельных частях замещённый мелкопесчанистыми или гравийно-каменистыми осадками. Ближе к берегу илы сменяются песчаными грунтами, в отдельных местах — щебнем или галькой.
Вода в озере пресная, сток из него больше испарения. Уровень стока в тёплое время года высокий, обусловлен наполнением талыми и дождевыми водами, отмечается также осенний дождевой паводок. Амплитуда годовых колебаний уровня в пределах 50-80 см. Максимальная температура воды зафиксирована в августе — 21,5 °C.